# سنت-فلورانس، کبک
سنت-فلورانس (به فرانسوی: Sainte-Florence) شهری در منطقه شهری لا ماتاپدیا ناحیه با-سن-لوران در استان کبک کانادا است. در سرشماری سال ۲۰۱۱ این شهر ۴۱۴ نفر جمعیت داشته‌است و مساحت آن ۱۰۳ کیلومتر مربع است.